# (159181) Berdychiv
(159181) Berdychiv est un astéroïde de la ceinture principale.

## Description
(159181) Berdychiv est un astéroïde de la ceinture principale. Il fut découvert le 29 octobre 2005 à Androuchivka par l'observatoire astronomique d'Androuchivka. Il présente une orbite caractérisée par un demi-grand axe de 3,15 UA, une excentricité de 0,15 et une inclinaison de 4,6° par rapport à l'écliptique.

## Compléments